# 塔蒂亚娜·奥尔蒂斯
塔蒂亚娜·奥尔蒂斯（西班牙語：Tatiana Ortiz，1984年1月12日—），墨西哥女子跳水运动员。曾参加2008年北京奥林匹克运动会，在女子双人10米跳台项目上夺得一枚铜牌。